# Alexei Walentinowitsch Kosnew
Alexei Wladimirowitsch Kosnew (russisch Алексей Валентинович Кознев; * 3. Oktober 1975 in Tscherepowez, Russische SFSR) ist ein ehemaliger russischer Eishockeyspieler, der im Laufe seiner Karriere unter anderem für Sewerstal Tscherepowez, den SKA Sankt Petersburg und Witjas Tschechow in der Kontinentalen Hockey-Liga und Superliga gespielt hat. Anschließend arbeitete er als Trainer sowie General Manager bei seinem Heimatverein Sewerstal Tscherepowez.

## Karriere
Alexei Kosnew begann seine Karriere als Eishockeyspieler in seiner Heimatstadt in der Nachwuchsabteilung von Metallurg Tscherepowez – 1994 umbenannt in Sewerstal Tscherepowez – und spielte für dessen Profimannschaft von 1992 bis 1995 in der Internationalen Hockey-Liga. Zur Saison 1995/96 wechselte der Center innerhalb der Liga zum SKA Sankt Petersburg, für den er in den folgenden fünf Jahren zunächst in der IHL und ab der Saison 1996/97 in der Superliga, in der ausschließlich russische Vereine antreten durften, auflief. Zur Saison 2000/01 kehrte er zu seinem Heimatverein nach Tscherepowez zurück, blieb dort jedoch nur ein Jahr, ehe er die folgende Spielzeit bei dessen Ligarivalen HK Awangard Omsk verbrachte.
Von 2002 bis 2004 stand Kosnew erneut beim SKA Sankt Petersburg unter Vertrag, ehe er in der Saison 2004/05 ein weiteres Mal für Sewerstal Tscherepowez aktiv war. Die Saison 2005/06 begann der ehemalige Nationalspieler und Vizeweltmeister von 2002 beim HK Sibir Nowosibirsk, verließ diesen nach zwölf Scorerpunkten in 27 Spielen bereits wieder und unterschrieb zum dritten Mal in seiner Laufbahn einen Vertrag beim SKA Sankt Petersburg. Beim SKA war er in der Folgezeit zunächst Stammspieler und begann auch die Saison 2008/09 mit seiner Mannschaft in der neu gegründeten Kontinentalen Hockey-Liga. Bereits nach nur fünf Einsätzen in der KHL, wechselte der Linksschütze jedoch zu Sankt Petersburgs Ligarivalen Witjas Tschechow, für den er bis 2011 spielte. Am Ende der Saison 2010/11 absolvierte er noch einige Spiele für Molot-Prikamje Perm, ehe er seine Karriere beendete.

### International
Für Russland nahm Kosnew an der Weltmeisterschaft 2002 teil, bei der er mit seiner Mannschaft Vizeweltmeister wurde. Im Finale unterlag er mit seiner Mannschaft knapp der slowakischen Nationalmannschaft, die ihren ersten Weltmeistertitel überhaupt gewinnen konnte. Im Turnierverlauf erzielte er drei Tore und gab zwei Vorlagen in neun Spielen.

### Als Trainer und General Manager
Zwischen 2012 und Oktober 2014 war Kosnew Assistenztrainer bei den Serebrjannyje Lwi Sankt Petersburg, einem Junioren-Team der Molodjoschnaja Chokkeinaja Liga.
In der Saison 2015/16 war Kosnew General Manager bei seinem Heimatverein Sewerstal Tscherepowez, anschließend Direktor bis 2018 beim gleichen Klub.

## Erfolge und Auszeichnungen
- 2002 Silbermedaille bei der Weltmeisterschaft

## Statistik
(Stand: Ende der Saison 2010/11)